# سرنچ
سرنچ (به مجاری:  Szerencs) یک منطقهٔ مسکونی در مجارستان است که در ناحیه سرنچ واقع شده‌است. سرنچ ۳۶٫۶۹ کیلومتر مربع مساحت و ۱۰٬۱۸۴ نفر جمعیت دارد.

## خواهرخوانده
شهرهای رژنیاوا، گایزنهایم، مالشین، اسپرانژ، میرکورا نیرژولو و Podgora, Split-Dalmatia County خواهرخوانده‌های سرنچ هستند.